# Predprofazni prsten
Predprofazni prsten je tvorba u biljnim stanicama koje su u staničnoj diobi. To je gusti snop mikrocjevčica i mikrofilamenata koji podupiru fragmosom, a nalazi se neposredno ispod plazmatske membrane. Pojava ovog prstena znak je da će stanica uskoro u ranu profazu. 
Uz fragmosom je prvi mikroskopski vidljivi znak da će stanica ići u proces mitoze. U povijesti su ga prvi uočili i opisali Jeremy Pickett-Heaps i Donald Northcote na Sveučilištu u Cambridgeu 1966. godine.
Početkom rane profaze, kortikalne mikrotubuli biljne stranice nestaju i skupljaju se u gusti prsten ispod plazmatske membrane. Ovaj se prsten, predprofazni prsten prostire se duž ekvatorske ravnice budućeg diobenog vretena i označava ravnicu stanične podjele i buduće mjesto stanične ploče. Tvore ga mikrotubuli i mikrofilamenti (aktin) s kojim ulazi u profazu. Nastanak vretena je tijekom profaze s osovinom okomitu na ravninu okruženom predprofaznim prstenom. 
Biljne stanice nemaju centrosome kao središta organiziranja mikrocjevčica (MTOC). Umjesto toga mikrotubuli (mikrocjevčice) iz diobenog vretena skupljaju se na jezgrinoj površini i reorijentiraju se radi stvaranja vreterna prema kraju profaze. Predprofazni prsten također funkcionira u pravilnom usmjeravanju diobenog vretena te pridoniso učinkovitoj tvorbi vretena tijekom prometafaze.